# Rúbaň
Rúbaň (Hongaars:Für) is een Slowaakse gemeente in de regio Nitra, en maakt deel uit van het district Nové Zámky.
Rúbaň telt 934 inwoners.
De meerderheid van de inwoners is Hongaars en behoort tot de Hongaarse minderheid in Slowakije.